# Uradz
Uradz [pronunciación en polaco: /ˈurat͡s/] es un pueblo en el distrito administrativo de Gmina Barwice, dentro del Distrito de Szczecinek, Voivodato de Pomerania Occidental, en el noroeste de Polonia. Se encuentra aproximadamente 7 kilómetros al sudoeste de Barwice, 25 kilómetros al oeste de Szczecinek, y 118 kilómetros al este de la capital regional, Szczecin.
Hasta 1945 el área era parte de Alemania. Para la historia de la región, véase Historia de Pomerania.
El pueblo tiene una población de 40 habitantes.